# IKARI (P-MODELのシングル)
IKARI（イカリ）は、日本の音楽グループであるIKARI(P-MODEL)のシングル。P-MODELのソノシート連続リリースプロジェクト「P-MODEL ANOTHER ACT」の第一弾として発売された。

## 概要
当時のP-MODELのマネージャー、広瀬充がアルバム「ANOTHER GAME」の発売延期に対してジャパンレコードと揉めて帰ってきたところ、平沢進に「その怒りを音で表現するんだ」と言われてIKARIが結成された。
P-MODELのアルファレコード移籍とともに廃盤となり、ボックスセット『太陽系亞種音』にも収録されなかったため、2024年現在音源を正規の手段で入手するのは非常に困難である。

## 収録曲
- 全作詞：広瀬充、全編曲：IKARI（P-MODEL）

1. LUCKY TIME（作曲：菊池達也）
  - 菊池がP-MODEL関連で唯一作曲に関わった楽曲。楽曲自体は発表のだいぶ前に存在しており、1981年11月のライブ「カナリアの籠展開図ぐるりと回る360度期待は記憶気のどくだねオゾノコブラノスキー」で披露されたこともある。
2. NO PERSPECTIVE（作曲：三浦俊一）

## 参加ミュージシャン
- 広瀬充 - ボーカル
- 平沢進 - ギター、ホワイトノイズ
- 三浦俊一 - ギター、リズムボックス